# Улица Богдана Хмельницкого (Гомель)
У́лица Богда́на Хмельни́цкого — одна из главных и наиболее протяжённых улиц города Гомеля, расположена в Советском районе. 
Бывшее название — улица Батарейная. Переименована в 1954 году в честь 300-летия присоединения левобережной Украины к России и названа именем гетмана Войска Запорожского Богдана Хмельницкого, памятник которому установлен в 1958 году напротив стадиона «Локомотив». 
Улица берёт начало у пересечения проспекта Космонавтов и улицы Полесской, и заканчивается у моста через реку Сож (Любенский микрорайон — Новобелица).

## Пересекает улицы
- Полесская
- Горького
- Тургенева
- Воровского
- Ярославская
- Дзержинского
- Петровского
- Киевская
- Ватутина
- Московская
- Ауэрбаха
- Рокоссовского
- Циолковского
- Котовского
- Бочкина
- Лещинская
- Лещинский проезд
- Бакунина
- Переулок Бакунина
- Островского
- Матросова
- 2-й Батарейный проезд
- Барыкина
- Куйбышевский проезд
- Чкаловский проезд
- Чкалова
- Песочный проезд
- Белорусская
- Светлогорская
- Пинская
- Мозырская
- Клермон Ферран
- Проспект Октября
- Быховская
- Жукова
- 60 лет СССР
- Мележа

## На улице расположены
- отделение связи № 14
- стадион «Локомотив», культурно-спортивный комплекс
- аптеки
- отдел РОВД Советского района
- Гомельский городской лицей № 1
- Гомельский городской военный комиссариат
- ателье
- рынок
- развлекательный клуб
- банки
- магазины
- ресторан, пиццерия, кафе
- ясли-сады
- АЗС
- городская детско-юношеская школа № 2
- супермаркет "Евроопт"